# Keith Self
Keith Alan Self, född 20 mars 1953 i Philadelphia i Pennsylvania, är en amerikansk politiker (republikan). Han är ledamot av USA:s representanthus sedan 2023.
I mellanårsvalet i USA 2022 besegrade Self demokraten Sandeep Srivastava och libertarianen Christopher Claytor. I republikanernas primärval hade han avancerat till andra omgången med sittande kongressledamoten Van Taylor i ledning. Taylor drog sedan tillbaka sin kandidatur och därmed blev Self republikanernas kandidat per automatik. Orsaken till att Taylor ångrade sitt beslut att ställa upp till omval var ett utomäktenskapligt förhållande.